# Rua Ramiro Barcelos

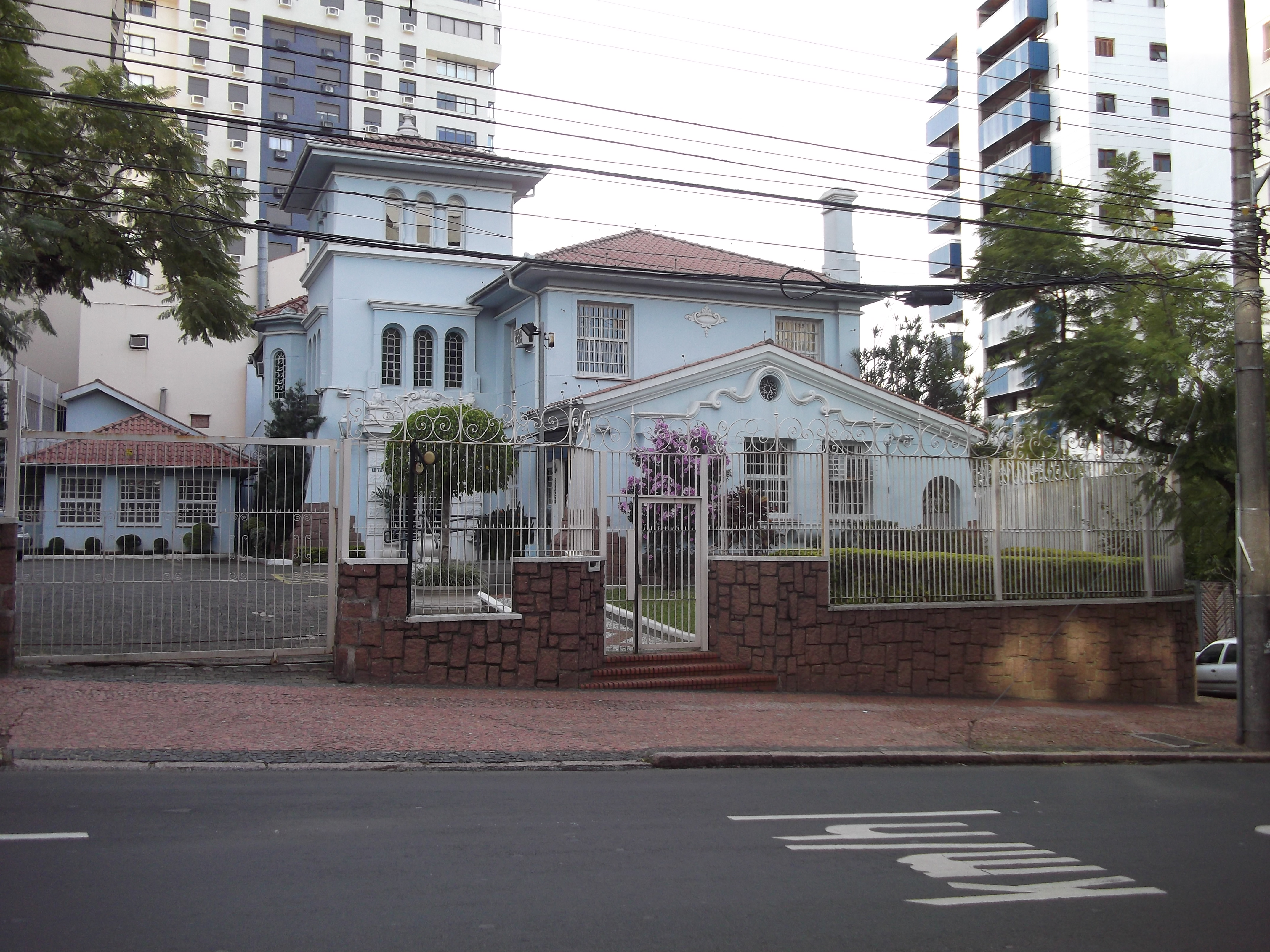
Residência na Rua Ramiro Barcelos

A rua Ramiro Barcelos é uma antiga e importante rua da cidade brasileira de Porto Alegre, que atravessa os bairros Floresta, Independência e Bom Fim.
Na rua se localizam vários prédios importantes da capital gaúcha, entre eles o Hospital de Clínicas de Porto Alegre, o Edifício Esplanada, o Planetário Professor José Baptista Pereira e algumas unidades de ensino da Universidade Federal do Rio Grande do Sul, o Colégio Nossa Senhora do Bom Conselho e a Igreja de Santa Teresinha.

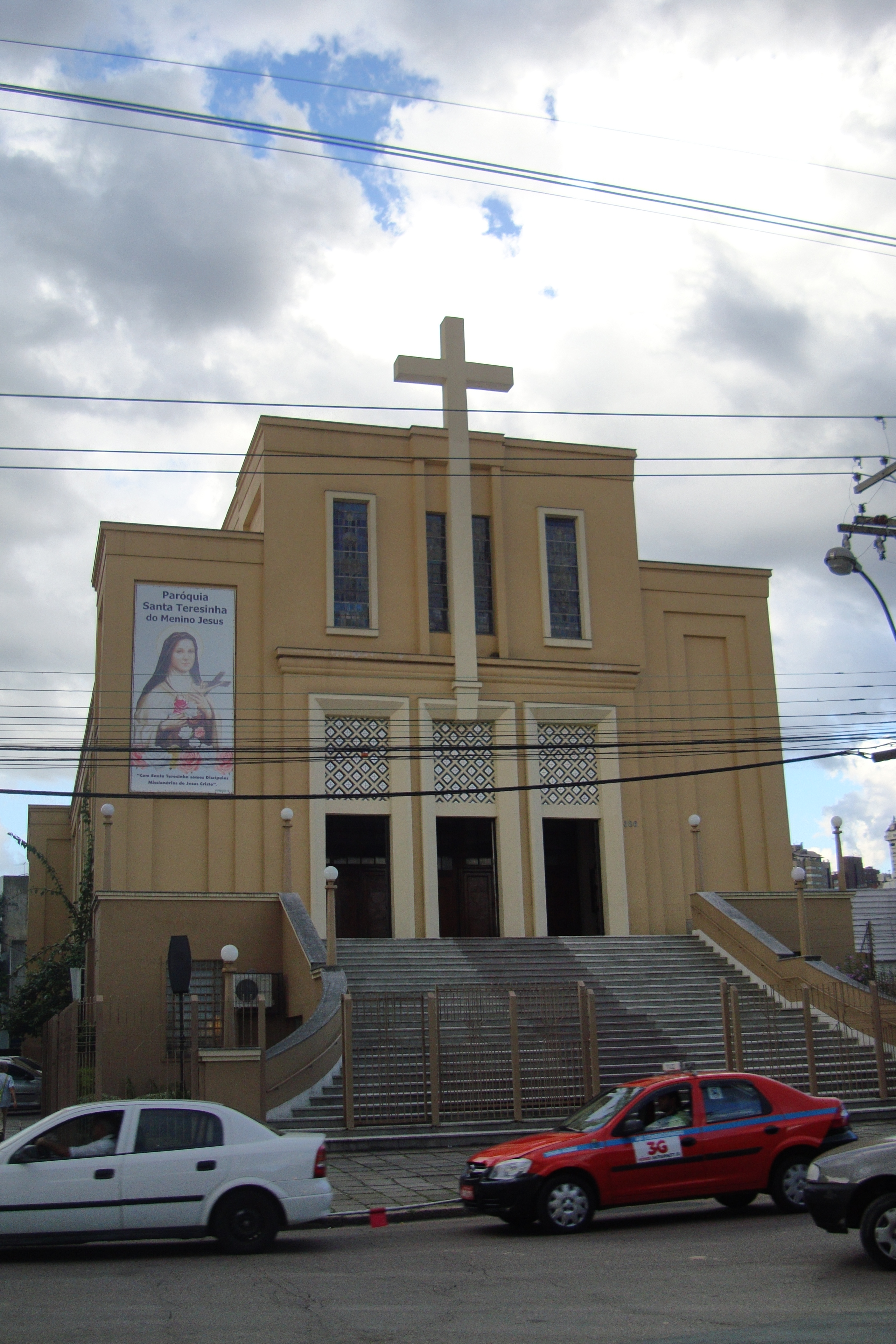
Igreja de Santa Terezinha na Rua Ramiro Barcelos

## Histórico
Já era mencionada em documentos oficiais de 1838 como Beco do Carneiro, em função de passar junto à chácara do comerciante Antônio Gonçalves Carneiro. Então se estendia entre as atuais Rua Voluntários da Pátria e a Avenida Cristóvão Colombo. Um segundo trecho, entre a Estrada dos Moinhos, atual avenida Independência, e o Caminho do Meio, atual Avenida Protásio Alves, foi aberto em torno de 1846.
Na mesma época, a Câmara municipal considerou a utilidade de se prolongar o Beco do Carneiro para criar uma ligação entre a Várzea e a Estrada dos Moinhos, e mandou realizar o orçamento. O espaço foi cedido por particulares gratuitamente, sendo que um deles, Joaquim Moreira Júnior, foi contratado para construir as cercas de limite e preparar o leito da passagem, que foi denominada rua Dom Afonso, em homenagem ao primogênito do imperador Dom Pedro II. Por volta de 1853, após a morte de Carneiro, seu beco já era chamado popularmente de Beco da Marcela, em referência a uma negra que vivia em uma de suas esquinas.
Entre a Rua Dom Afonso e o Beco da Marcela persistia ainda um grande espaço de morro não aberto. A ligação entre os dois trechos aconteceu a partir de 1855, quando Maria Máxima Lourenço de Carvalho doou os terrenos intermédios. A Câmara aceitou a doação e providenciou o cercamento e arborização do trecho. Pronta no mesmo ano de 1855, a ligação foi denominada Rua da Boa Vista, e a Rua Dom Afonso por determinação da Câmara passou a ser chamada de Rua do Guaíba, mas os nomes não se fixaram.
Em 1866 o Beco da Marcela foi alargado em vinte palmos e, em 1881, todos os três trechos já eram chamados pelo nome único de Rua Dom Afonso. Após a proclamação da República, em 12 de dezembro de 1889, o nome do logradouro foi alterado para Rua Ramiro Barcelos, homenageando o ilustre médico e político riograndense. Os anais do município indicam a rua em 1892 como já bastante povoada, com 108 edificações térreas, cinco assobradadas e três sobrados. Entre os anos de 1906 e 1906, o trecho entre a Praça Júlio de Castilhos e a Rua Tiradentes recebeu melhoramentos e, nos anos seguintes, foi calçado. O prolongamento da Rua Ramiro Barcelos até a Avenida Ipiranga, sua extensão atual, só foi aberto na década de 1940, quando a circulação de veículos já se fazia intensa, tornando-a uma das principais vias de ligação transversal do centro da cidade.